# The Execution of Mary, Queen of Scots
The Execution of Mary, Queen of Scots (conosciuto anche con il titolo The Execution of Mary Stuart) è un cortometraggio muto del 1895, diretto da Alfred Clark.

## Trama
Viene mostrata l'esecuzione di Maria Stuarda: la regina viene portata davanti al ceppo e fatta inginocchiare e dopo avervi poggiato il collo, il boia alza la scure e si prepara a colpire. La scure colpisce e taglia di netto la testa della donna e infine il boia la alza perché tutti la possano vedere.

## Produzione
Il film venne prodotto da Thomas Edison ed è il primo di genere storico e il primo ad avere utilizzato degli effetti speciali. Infatti, quando l'attrice che interpreta Maria poggia la testa sul ceppo, viene sostituita da un manichino, al quale il boia taglia la testa.
L'esecuzione, per l'epoca, fu così realistica che alcune persone del pubblico credettero che una donna avesse donato la sua vita per la scena della decapitazione.